# 蕭尚之
萧尚之（?—?），字茂先，南北朝南兰陵郡兰陵县中都乡中都里人。萧道赐之子，南梁武帝萧衍的大伯父。
萧尚之敦厚有品德器度，为司徒建安王刘休仁中兵参军，府中称为长者；琅邪王僧虔对他非常好，有事多和他议决。迁步兵校尉，在官位上去世。萧梁天监初年，追谥文宣侯。

## 子孙
- 萧灵钧：南齐广德令。萧衍起兵，行会稽郡事，不久去世。高祖萧衍即位，追封东昌县侯，邑一千户。
  - 蕭謇